# アレクセイ・ヴェルストフスキー

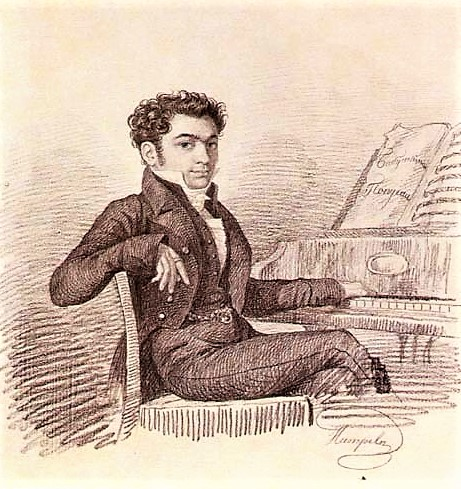
20歳のころのヴェルストフスキー（1799-1862）

アレクセイ・ニコラエヴィチ・ヴェルストフスキー（Aleksei Nikolaevich Verstovskii, 1799年3月1日（ユリウス暦2月18日） - 1862年11月17日（ユリウス暦11月5日））は19世紀ロシアの作曲家。
ミハイル・グリンカ（1804年 - 1857年）とともにロシア・オペラの指導的作曲家であり、グリンカより5年年長ながら5年長生きしたヴェルストフスキーのオペラ作品は、19世紀初頭にロシアで流行したカッテリーノ・カヴォス（1775年 - 1840年）やステパン・ダヴィドフ（1777年 - 1825年）らの「お伽噺オペラ」から脱皮して、本格的オペラへと橋渡しする役割を担った。
ヴェルストフスキーは地主の息子に生まれ、幼少より音楽を学んだ。ロシアに居住していたピアノの名手ジョン・フィールド及びダニエル・シュタイベルトの二人にも師事している。
サンクトペテルブルクの交通技術大学を卒業するが、演劇の世界で生きることを決意し、1823年にモスクワへ移って劇場監督となる。1842年から1860年までボリショイ劇場を含むモスクワの全劇場監督官を務めた。
ヴェルストフスキーはボードヴィルのための劇付随音楽や多くの歌曲を書くかたわら、西ヨーロッパの作曲家たちの作品を研究し、6曲のオペラ作品を残した。とくに重要なオペラとして、スラヴの古代史に題材を取った『アスコリドの墓』（1835年。『アスコルドの墓』とも）があり、ヴェルストフスキーの名を世界に広めた成功作となった。『アスコリドの墓』は、台詞の入るジングシュピール作品であり、様式的に古さをぬぐえない部分もあるが、1835年にモスクワ・ボリショイ劇場で初演されて以来、19世紀中にモスクワで400回、サンクトペテルブルクで200回など、ロシア各地で上演が繰り返され、圧倒的人気を誇った。また、ロシア・オペラとしてはアメリカで上演（1869年、ニューヨーク）された初めての作品でもある。
このほか、オペラ作品として『パン・トヴァルドフスキー』（1828年）は、1824年にロシア初演されたウェーバーの『魔弾の射手』に強い影響を受けたロシア初のロマンティック・ジングシュピールであり、よりロシア色の強い『ヴァディーム、または12人の眠れる乙女の目覚め』（1832年）やレチタティーヴォに工夫を凝らした『グロモボイ』（1858年）などがある。